# Alles wird gut (2003)
Alles wird gut ist ein Fernsehfilm von Thomas Hess, der von der Drogenproblematik, aber auch vom Rechtsextremismus, handelt.
Die Phrase Alles wird gut ist zugleich bekannt als derjenige Satz, der Anfang der 1990er Jahre farbenfroh und an prominenter Lage (von den in Zürich ankommenden Zugpassagieren lesbar) auf der Fassade des besetzten Kulturzentrums Wohlgroth prangte.

## Handlung
Herbert Müllers neunzehnjährige drogensüchtige Tochter Isabelle kommt nach einem Entzug nach Hause. Der Vater glaubt fest daran, dass alles gut wird. Aber die Tochter interessiert sich nicht sehr für die Arbeit in ihres Vaters Elektrogeschäft, sondern will Rocksängerin werden. Sie plündert die Geschäftskasse und landet erneut auf der Gasse.
Die Mutter lässt sich von Sozialarbeitern und einer Selbsthilfegruppe beraten, aber der Vater versucht auf eigene Faust, Isabelle im einschlägigen Langstrassenviertel zu finden.
Müller ist überzeugt, dass Isabelles türkischer Kollege Osman sie wieder in die Sucht getrieben hat. Jemand macht ihm den Vorschlag rechtsextreme Schläger anzuheuern, um in Erfahrung zu bringen, wo Isabelle ist. Osman wird ins Koma geprügelt, das eigentliche Ziel aber nicht erreicht. Müller hat dadurch nicht nur die Polizei im Nacken, sondern auch die Schläger, die ein Alibi wollen, um sich zu entlasten.
Der Film endet damit, dass der durchgedrehte Neonazi Jörg auf seinem Opfer durch den nasskalten Wald reitet und schliesslich mit ihm zu Tode stürzt.

## Kritik
Das Lexikon des internationalen Films meinte, die „Mischung aus Drama und Kriminalfilm“ zeige „einen unbescholtenen Bürger auf grotesken Abwegen“ und erziele „ihre Dynamik aus dem Spannungsfeld zwischen heiler Vorstadtwelt und Drogenmilieu“.